# Strzępiel gigantyczny
Strzępiel gigantyczny (Stereolepis gigas) – gatunek dużej drapieżnej ryby z rodziny Polyprionidae. Zasięg występowania ograniczony jest do wschodniego Pacyfiku, od Kalifornii po Meksyk. Krytycznie zagrożony wyginięciem – populacja została przetrzebiona m.in. przez skażenie dna toksycznymi odpadami chemicznymi.

## Biotop
Biotop stanowią skaliste rafy z wodorostami, gdzie żeruje przy dnie na głębokości 5–46 m.

## Morfologia

Połów strzępieli gigantycznych w Stanach Zjednoczonych w 1904

Osiąga 2,5 m długości. Ubarwienie brunatnopurpurowe. Ciało krępe z wielką głową i paszczą oraz kolczastą pierwszą płetwą grzbietową. Dorosłe osobniki potrafią zmieniać barwę z szarej na czarną lub gwałtownie ukryć czarne kropki na ciele. Młode osobniki mają ubarwienie jasnopomarańczowe z czarnymi kropkami.

## Ekologia i zachowanie
Poluje na ryby denne, płaszczki, kalmary, ośmiornice, kraby i homary. Swoje ofiary wciąga do pyska, tworząc ssący prąd wody. Ryba jajorodna – jest gatunkiem, który wolno się rozmnaża. Zapłodnione jaja wypływają na powierzchnię, gdzie po około 2 dniach wylęgają się planktonowe larwy. Jedynym naturalnym wrogiem strzępieli gigantycznych są rekiny.